# Fédération internationale des Sociétés de la Croix-Rouge et du Croissant-Rouge
Ne doit pas être confondu avec Comité international de la Croix-Rouge.
Pour les articles homonymes, voir Croix-Rouge.
La Fédération internationale des Sociétés de la Croix-Rouge et du Croissant-Rouge (FICR) est une organisation humanitaire internationale, souvent connue sous le nom de Croix-Rouge ou de Croissant-Rouge.

## Histoire
La FICR fut fondée à Paris, le 5 mai 1919, au lendemain de la Première Guerre mondiale, afin de promouvoir la coopération entre les différentes organisations humanitaires. Avec ses 190 sociétés membres dans le monde, c'est la plus importante organisation humanitaire. Elle s'occupe de la promotion des valeurs humanitaires, de l'organisation des secours en cas de catastrophes, de la préparation aux catastrophes, de l'aide médicale communautaire et du développement des capacités locales.
Sous le nom de « Ligue des Sociétés de la Croix-Rouge », elle a reçu le prix Nobel de la paix en 1963, conjointement avec le Comité international de la Croix-Rouge.
La Fédération internationale doit être distinguée du Comité international de la Croix-Rouge (CICR).
Présidents

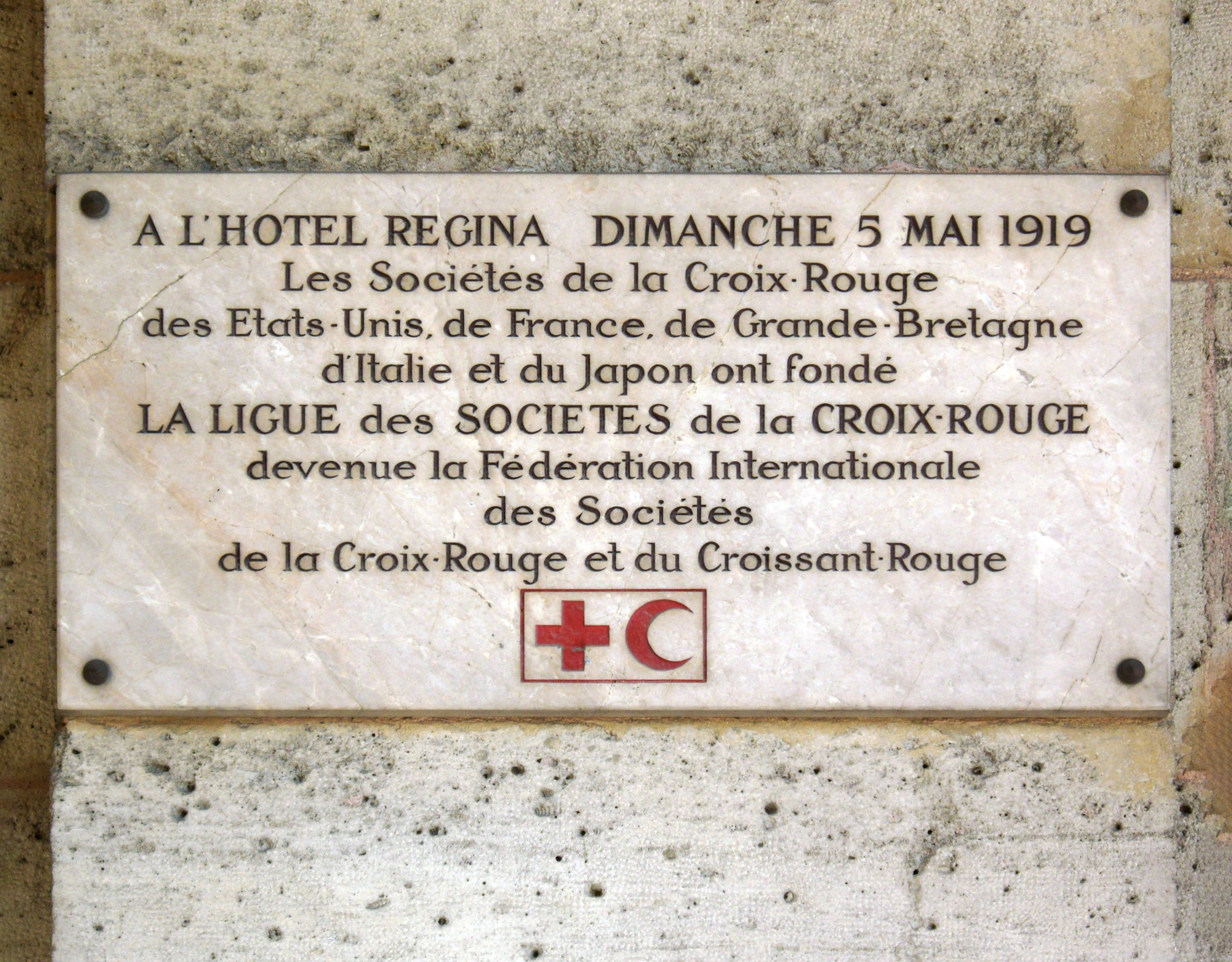
Plaque commémorant la fondation de la FISCR à l’hôtel Régina, place des Pyramides, Paris 1er.

- 1919-1922 : Henry Davison (États-Unis)
- 1922-1935 : John Barton Payne (États-Unis)
- 1935-1938 : Cary T. Grayson (en) (États-Unis)
- 1938-1944 : Norman Davis (États-Unis)
- 1944-1945 : Jean de Muralt (Suisse)
- 1945-1950 : Basil O'Connor (en) (États-Unis)
- 1950-1959 : Emil Sandstrom (en) (Suède)
- 1959-1965 : John MacAulay (en) (Canada)
- 1965-1977 : Jose Barroso (Mexique)
- 1977-1981 : A. Adefarasin (Nigeria)
- 1981-1987 : Enrique de la Mata (de) (Espagne)
- 1987-1997 : Mario Enrique Villarroel Lander (en) (Venezuela)
- 1997-2001 : Astrid N. Heiberg (Norvège)
- 2001-2009 : Juan Manuel Suárez del Toro Rivero (Espagne)
- 2009-2017 : Tadateru Konoe (en) (Japon)
- 2017-2023 : Francesco Rocca (Italie)[2]
- 2023- : Kate Forbes (États-Unis)

Secrétaires généraux
- 1919-1920 : William E. Rappard (Suisse)
- 1921-1926 : René Sand (Belgique)
- 1927-1930 : Tracey B. Kittredge (États-Unis)
- 1931 : Ernest P. Bicknell (États-Unis)
- 1931-1932 : Gordon L. Berry (États-Unis)
- 1932-1936 : Ernest Swift (États-Unis)
- 1936-1957 : Bonabès X de Rougé (France)
- 1957-1959 : Henry W. Dunning (États-Unis)
- 1960-1981 : Henrik Beer (Suède)
- 1982-1987 : Hans Hoegh (Norvège)
- 1988-1992 : Pär Stenbäck (Finlande)
- 1993-1999 : George Weber (Canada)
- 2000-2003 : Didier J. Cherpitel (France)
- 2003-2008 : Markku Niskala (Finlande)
- 2008-2014 : Bekele Geleta (Éthiopie)
- 2014-2020 : Elhadj As Sy (Sénégal)
- 2020- : Jagan Chapagain (Népal)[3]

## L'emblème
L'emblème original, une croix rouge sur fond blanc, est dérivé du drapeau suisse (croix blanche sur fond rouge). Les Sociétés de certains pays musulmans utilisent un croissant rouge ; cependant ces emblèmes n'ont pas de valeur religieuse reconnue. Début décembre 2005, les représentants des 192 États parties aux Conventions de Genève se sont réunis et le cristal rouge a été approuvé comme nouvel emblème. Le 22 juin 2008, le cristal rouge a été officialisé lors de la 29e Conférence internationale de la Croix-Rouge et du Croissant-Rouge ; il est pour l'heure utilisé uniquement par Israël, et uniquement pour ses opérations menées à l'International. Société nationale entrée dans le même temps que la Société nationale palestinienne et que le cristal rouge.

## Controverse

### Syrie
La FICR intervient en Syrie notamment par l'intermédiaire du Croissant-Rouge arabe syrien, qui, affilié au régime de Bachar el-Assad, est accusé de partialité et de détournement d'aide humanitaire au profit du régime syrien et aux dépens des populations vivant dans des zones sous contrôle rebelle,,,,.